# Yvonne Loriod
Yvonne Louise Georgette Loriod-Messiaen (20. ledna 1924 – 17. května 2010 Paříž) byla francouzská klavíristka, pedagožka a hudební skladatelka. Byla druhou manželkou francouzského skladatele Oliviera Messiaena. Její sestrou byla Jeanne Loriod, známá hráčka na Ondes Martenot.

## Životopis
Narodila se 20. ledna 1924 v Houilles v Yvelines. Zpočátku ji na klavír učila její kmotra, později studovala na pařížské konzervatoři a stala se jednou z nejnadanějších žaček skladatele Oliviera Messiaena. Hru na klavír se učila i u Isidora Philippa, Lazare Lévyho a Marcela Ciampiho.
Poté se stala celostátně uznávanou umělkyní a koncertní klavíristkou. Od 40. let 20. století premiérovala většinu Messiaenových děl na klavír. Ona i její sestra Jeanne často vystupovaly jako sólistky v jeho Turangalîla-Symphonie.
V roce 1961 se provdala za Oliviera Messiaena po smrti jeho první manželky Claire Delbos, která byla dlouho v ústavu. Je obecně považována za nejvýznamnější interpretku Messiaenových klavírních děl. V pozdějších letech působila spolu s Messiaenem jako mentorka klavíristy Pierra-Laurenta Aimarda, který se stal velkým zastáncem Messiaenova díla.
Její manžel Olivier Messiaen zemřel v dubnu 1992 v Saint-Denis. Přežila ho o 18 let a zemřela 17. května 2010 v Paříži ve věku 86 let.